# Король Часов
Король Часов (англ. Clock King) — это имя двух суперзлодеев вселенной DC Comics.

## История создания
Сначала Король Часов был врагом Зелёной стрелы, но позже он появился в «Justice League International» и «Suicide Squad». У него не было никаких способностей, кроме повышенного стремления к порядку. Он мастер планирования и иногда использует приспособления, связанные с часами и временем.

## Силы и способности
- Первый Король Часов не имеет никаких сверхчеловеческих способностей, хотя был физически силён и проворен. Он использует часы и связанные со временем трюки для разрушения.
- Новый Король Часов имеет способность видеть то, что случится через четыре секунды, что даёт ему возможность предугадать каждое движение противника. Также он — технологический гений, создавший различные устройства, вроде телепортов и антигравитационной платформы.

## Вне комиксов

### Телевидение
- В телесериале «Бэтмен» Король Часов появился в двух эпизодах — «The Clock King’s Crazy Crimes» and «The Clock King Gets Crowned». Его сыграл Уолтер Слезак.
- В мультсериале «Бэтмен» Короля Часов зовут Тэмпл Фугейт (англ. Temple Fugate, отсылка к латинскому выражению Tempus fugit — бег времени). Появляется в эпизоде «The Clock King» и возвращается в «Time Out of Joint». Также этот вариант персонажа появляется в мультсериале «Лига Справедливости: Без границ» в эпизоде «Task Force X». В обоих мультсериалах персонажа озвучил Алан Рэчинс.
- В мультсериале «Бэтмен: отважный и смелый» Король Часов (Уильям Токман) появился в эпизоде «Rise of the Blue Beetle!». Персонажа озвучил Ди Брэдли Бейкер[1]
- В телесериале «Стрела» Король Часов появился во 2 сезоне 14 эпизоде под названием «Время смерти». Его сыграл Роберт Неппер.
- В телесериале «Флэш» Король Часов появился в 7 эпизоде под названием «Перебои в питании». Его также сыграл Роберт Неппер.

### Мультипликация
- Эпизодически представлен в мультфильме Лего Фильм: Бэтмен.